# Alphabetum Romanum

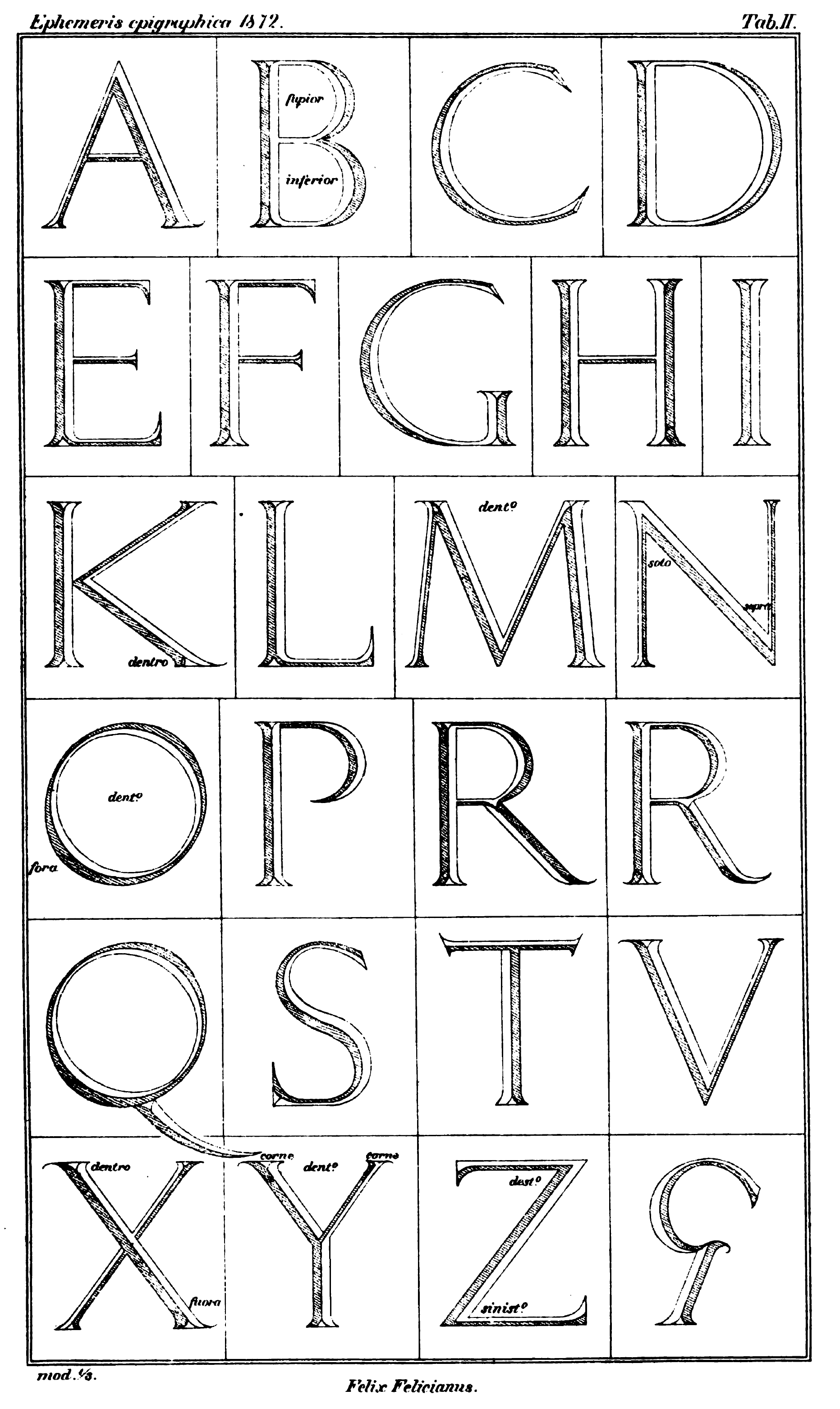
Römisches Alphabet von Felice Feliciano, in: Ephemeris epigraphica

Als »Alphabetvm Romanvm« (RŒMISCHES ALPHABET) wird eine Handschrift von Felice Feliciano (aus Verona) bezeichnet, die um 1460 erstellt wurde. Sie hat für die Geschichte der Schrift eine besondere Bedeutung. Es ist die erste Abhandlung über die Konstruktion von antiken römischen Majuskeln (Capitalis monumentalis) innerhalb eines Quadrates mit eingezeichnetem Kreis und Diagonalen.

## Fundort und Inhalt
Als der Altertumsforscher Theodor Mommsen für sein Werk Corpus Inscriptionem Latinarum Unterlagen suchte, stieß er in der Biblioteca Apostolica Vaticana auf ein Manuskript, das die Signatur »Vat.Lat.6528« trug. Es handelte sich um das Werk eines ihm bisher unbekannten Veroneser Kalligraphen aus dem 15. Jahrhundert, Felice Feliciano. Mommsen überließ die Auswertung des Fundes seinem Freund Rudolf Schöne, der 1872 die Konstruktionsbeschreibungen der Handschrift transkribierte. Samt einer Tafel mit verkleinerten Majuskeln (Umrisslinien und schraffierte Flächen) veröffentlichte er dies lateinisch in den Ephemeris epigraphica: FELICIS FELICIANI VERONENSIS OPVSCVLVM INEDITVM (Eine unveröffentlichte Abhandlung von Felice Feliciano aus Verona).

### Inhalt der Handschrift
Diese erste humanistische Abhandlung über die Konstruktion römischer Großbuchstaben enthält:
- ein „römisches“ Alphabet (ohne J, U und W) – auf jeder Seite ein zweifarbiger Buchstabe (zweimal das R, danach Q neben S),
- darunter die italienisch-lateinische Beschreibung für seine Konstruktion (Humanistische Minuskel mit rötlicher Tinte).
- Der letzte Teil enthält „Rezepte“ für die Herstellung von Farben und ein Epigramm von Paolo Ramusio (Venedig 1481).

Giovanni Mardersteig hat das Alphabetum Romanum von F. Feliciano wissenschaftlich untersucht und 1960 als bibliophile Ausgabe mit einer umfangreichen „Einführung“ und Konstruktionszeichnungen veröffentlicht. Eine Faksimile Ausgabe des Codex »Vat.Lat.6528«, mit dem gekürzten „Kommentar“ von G. Mardersteig, hat der Belser Verlag 1985 herausgegeben.

### Das Alphabet
Das Büchlein beginnt ohne Titel und Vorbemerkung, ohne Ort und Jahr. Die Buchstaben und Konstruktionsbeschreibungen sind auf der Vorder- und Rückseite der (etwas durchsichtigen) Pergamentbögen so exakt positioniert, wie es für einen Codex „üblich“ war: um einen einheitlichen Schriftspiegel zu erzielen, wurden vor der Linierung alle Bögen übereinandergelegt und an den vier Ecken des Schriftspiegels und der Quadrate durchstochen.
- Die Umrisse der Buchstaben sind in einem dunklen Sepiaton gezeichnet.
- Die „Mittellinien“ gabeln sich kurz vor den Serifen und bilden ein helles „Dreieck“.
- Die Buchstaben sind handkoloriert, jeder Buchstabe ist zweifarbig in einem hellen und dunklen Farbton, um eine „Schattenwirkung“ zu erzielen. Damit war sein Schriftentwurf auch für Steinmetze geeignet, die exakte Vorlagen für Inschriften benötigten.
- Das R zeichnete er zweimal und färbte den Hauptstrich, den Bogen und den „Schweif“ (links/rechts von den Mittellinien) einmal außen-dunkel/innen-hell, das andere R links-dunkel/rechts-hell.
- Das P hat einen offenen Bogen und wurde ebenfalls links-dunkel/rechts-hell gefärbt (wie beim Lichteinfall von rechts).
- Beim T sind die oberen Serifen (am „Kopfbalken“) nach innen „gezogen“. Feliciano verwendet diese Variante nur bis 1460.
- Nach dem Z beschreibt Feliciano einen seltenen Buchstaben, den er auf Inschriften fand (evtl. ein C mit Strich – für ein G?).

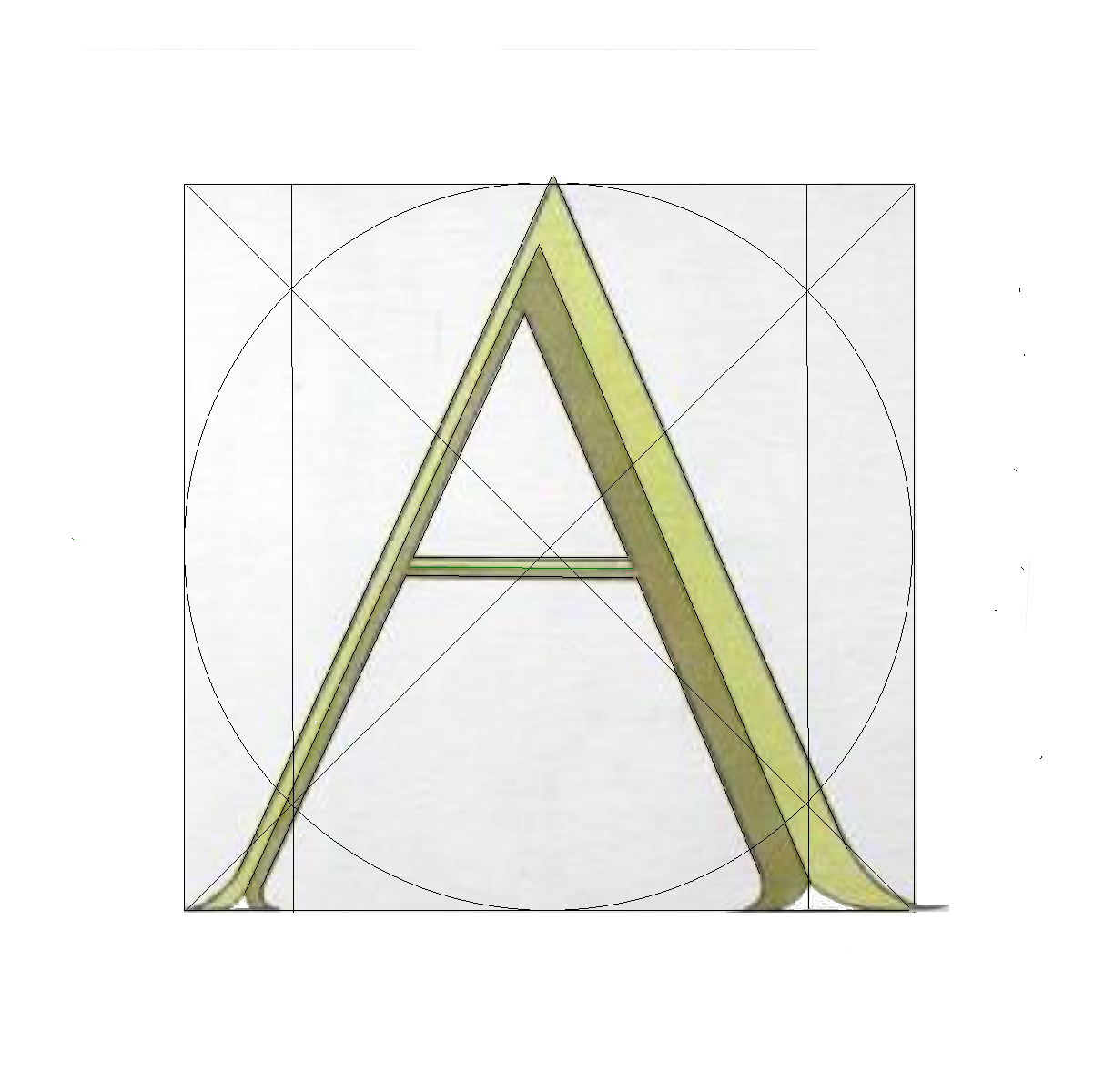
Das A mit Konstruktions- linien; nach F. Feliciano
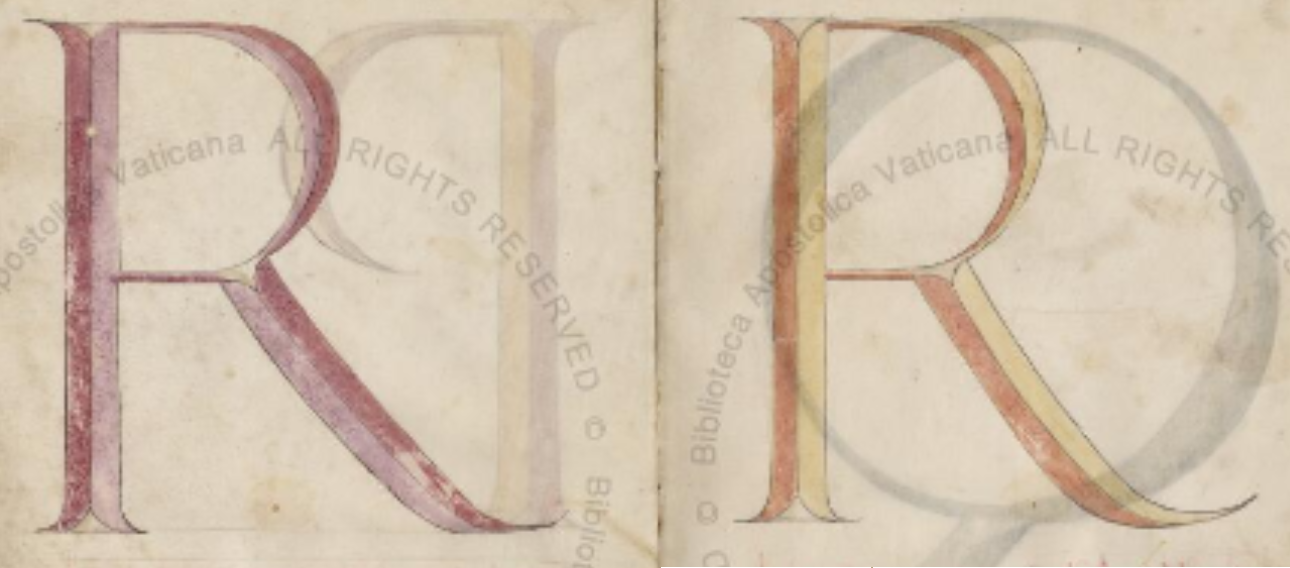
Zweifache Farbgebung beim R („Schatten“)
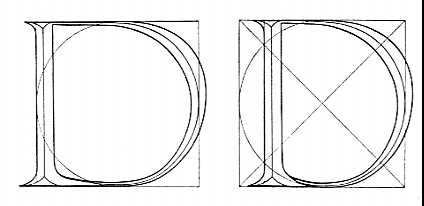
Konstruktionen für das D von G. Mardersteig
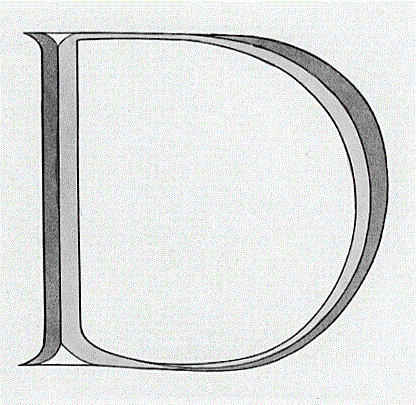
Majuskel-D in Grautönen (außen dunkel)

### Die Konstruktionen
Gleich auf der ersten Seite, unter dem Buchstaben A, beschreibt Feliciano die wichtigsten geometrischen Figuren und Proportionen für die Konstruktionen:
„Es war ein antiker Brauch den Buchstaben aus Kreis und Quadrat abzuleiten, deren Summe LII (52) ergeben, und aus dem Quadrat gewinnt man die vollkommene Zahl, die X (10) ist. Und so soll die Stärke (des  Hauptstrichs) deines Buchstabens der x• (10.) Teil der Höhe sein und damit ebenso viel vom Kreis wie vom Quadrat haben; und der oben gezeichnete Buchstabe soll da entstehen, wo sich die Diagonalen mit dem Umkreis schneiden …“
- Die Hilfslinien für die Konstruktion wurden mit einem hellen Stift geschrieben und sind verblasst. Im Faksimile ist beim M und S etwas vom Quadrat zu erkennen, beim Z etwas von der Diagonale. Das Quadrat ist etwas breiter und höher als 8 cm (evtl. die 4 Finger seiner eigenen Handbreite?).
- Die geometrischen Hilfsfiguren sind das Quadrat, der Innenkreis (bei Feliciano la circonferentia – „Umkreis“) und die zwei Diagonalen des Quadrats.
- Zwei Hilfslinien muss man sich „dazudenken“ oder selber zeichnen, wie es G. Mardersteig tat. Feliciano beschreibt sie so: „wo sich die Diagonalen mit dem Umkreis treffen“.
- Beim I beschreibt Feliciano die grundlegende Proportion: „zeichne die Figur in der Stärke des zehntel Teiles …“ (Die Strichstärke zu Quadrathöhe ist 1:10 und ergibt „schlanke“ Buchstaben)
- Feliciano beschreibt zwei Konstruktionsmöglichkeiten beim D: „Der oben gezeichnete Buchstabe wird je nach Belieben auf zwei Arten gemacht: entweder benutzt man den ganzen Kreisumfang oder man macht ein Viereck (Rechteck), wo sich die Diagonalen mit dem Umkreis schneiden …“
- Auch an einen „optischen“ Ausgleich denkt er: beim Mittelstrich von E, F und H, an kleinere Kreise oben beim B und S oder an Kreise über das Quadrat hinaus beim C, D, G, O und Q.

## Der Urheber und Schriftforscher

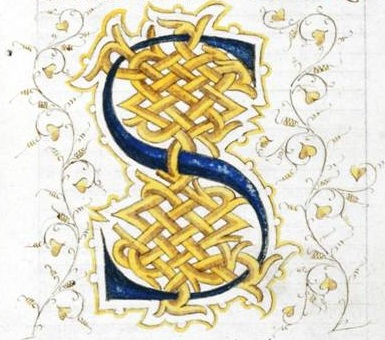
Initial-S (zweifarbig) mit Flechtwerk und Ranken; das S von SOCRATIS

Felice Feliciano, der das Alphabetum Romanum entwarf, stammte aus Verona (1433–1479). Er erhielt eine „humanistische Ausbildung“ und lernte Latein, hatte aber nicht die Mittel, um als unabhängiger Gelehrter leben zu können. Der Erforschung des Altertums, vor allem dem Sammeln und Kopieren antiker Inschriften, galt sein Interesse als Schriftkünstler und Buchmaler. Er nannte sich deshalb selber einen „Scriptor“ und „Antiquarius Felix“.
Feliciano hat die römische Capitalis monumentalis intensiv studiert, „indem er ihren Aufbau und ihre Konstruktion untersucht und nachgemessen hat, Detail für Detail“. Mit dieser „messenden Analyse“ wollte er als Schriftkünstler „dahinter kommen“, warum die Lapidarschrift so „überzeugend und ruhig“ wirkte. Die Schriftgeschichte vor Feliciano war durch vielfaches Abschreiben und „Augenmaß“ bestimmt. Er wollte diese klaren römischen Buchstabenformen („De formis litterarum Latinarum“) rational erforschen, statt sie nur zu imitieren. In seinem Manuskript hat er diese Majuskeln sowohl künstlerisch als auch sachlich dargestellt.
Unter dem Buchstaben A erklärt Feliciano: „Es war ein antiker Brauch, den Buchstaben aus Kreis und Quadrat abzuleiten … Und dies, wie ich, Felice Feliciano, es durch Nachmessen in den antiken Schriftzeichen (auf Marmortafeln) wiedergefunden habe … so im erhabenen Rom wie an anderen Stätten.“
Mit seinem Alphabetum Romanum war Feliciano vielen nachfolgenden Kalligrafen und Stempelschneidern ein Vorbild, wie es sich 1481 Paolo Ramusio in seinem Epigramm (Nachwort) dieses Büchleins (libellum) gewünscht hat: „Wie eine Seite mit alten Schriftbildern geschrieben wird, kündet dieses Werk... Dies Büchlein möge daher still im Sinne behalten, wer römische (Schrift-)Zeichen zu handhaben begehrt.“

Felix Titling
MAJUSKEL-Schriftart

## Quelle und Faksimile-Ausgaben
- Felice Feliciano: Alphabetum Romanum – Vat. Lat. 6852. Belser Verlag, Stuttgart / Zürich 1985.
  - Faksimile des Manuskripts von 1463, Codex Vat. lat. 6852 aus der Biblioteca Apostolica Vaticana.
  - Der Kommentarband ist eine gekürzte Fassung der „Einführung“ von Giovanni Mardersteig (1960, S. 14–48).
  - Hans Peter Willberg verfasste den Beiband Re-Produktion und Produktion sowie Anmerkungen zur heutigen Situation von Schrift und Buch am Beispiel der Studien des Felice Feliciano.

- Felice Feliciano (Veronese): Alphabetum Romanum. Herausgegeben von Giovanni Mardersteig, Editiones Officinae Bodoni, Verona 1960.
  - Bibliophile Ausgabe mit 25 Kapitalbuchstaben (handkoloriert von Ameglio Trivella) und Konstruktionszeichnungen von G. Mardersteig;
  - Transkription der Konstruktionsbeschreibungen, gesetzt in der Danteschrift von Giovanni (Hans) Mardersteig;
  - ausführliche Einführung von G. Mardersteig: Vita des Felice Feliciano, eine Beschreibung des Codex und die Transkription der Farbrezepte mit einer deutschen Übersetzung.

- Rudolf Schöne: FELICIS FELICIANI VERONENSIS OPVSCVLVM INEDITVM (alles auf Latein: Eine unveröffentlichte Abhandlung von Felice Feliciano aus Verona), Tafel II: Alphabet von Felix Felicianus (zwischen Seite 268 und 269). In Georg Reimer: Ephemeris epigraphica. Berlin 1872, Seite 255–269.

- Albert Kapr: Schriftkunst. Geschichte, Anatomie und Schönheit der lateinischen Buchstaben. Verlag der Kunst, Dresden 1971, Seite 94 und 299.